# Pusa sibirica
La foca del Baikal o nerpa (Pusa sibirica) es una especie de mamífero pinnípedo de la familia de los fócidos. Es una foca endémica del lago Baikal. Las nerpa son una de las dos únicas especies de focas que pasan toda su vida en el agua dulce (la otra especie es la foca Pusa hispida saimensis.) 
La población total se estima en más de 60 000 animales. Su caza fue practicada extensamente en el pasado, pero las restricciones a esta se han hecho más fuertes recientemente. Cazar nerpas sobre el lago Baikal congelado es una actividad peligrosa, y muchos cazadores se ahogan cada año.

## Principales características
Son las focas más longevas (hasta 56 años en hembras) y también los pinnípedos más pequeños. La longitud de los especímenes varía entre los 130 a 140 centímetros teniendo un peso promedio de 70 kg (existe un muy leve dimorfismo sexual que hace que los ejemplares machos sean ligeramente mayores que las hembras).
La piel es de un color cuyos tonos varían del blanco al negro, siendo la parte superior de un tono gris oscuro y la inferior de un tono gris claro.

## Hábitos

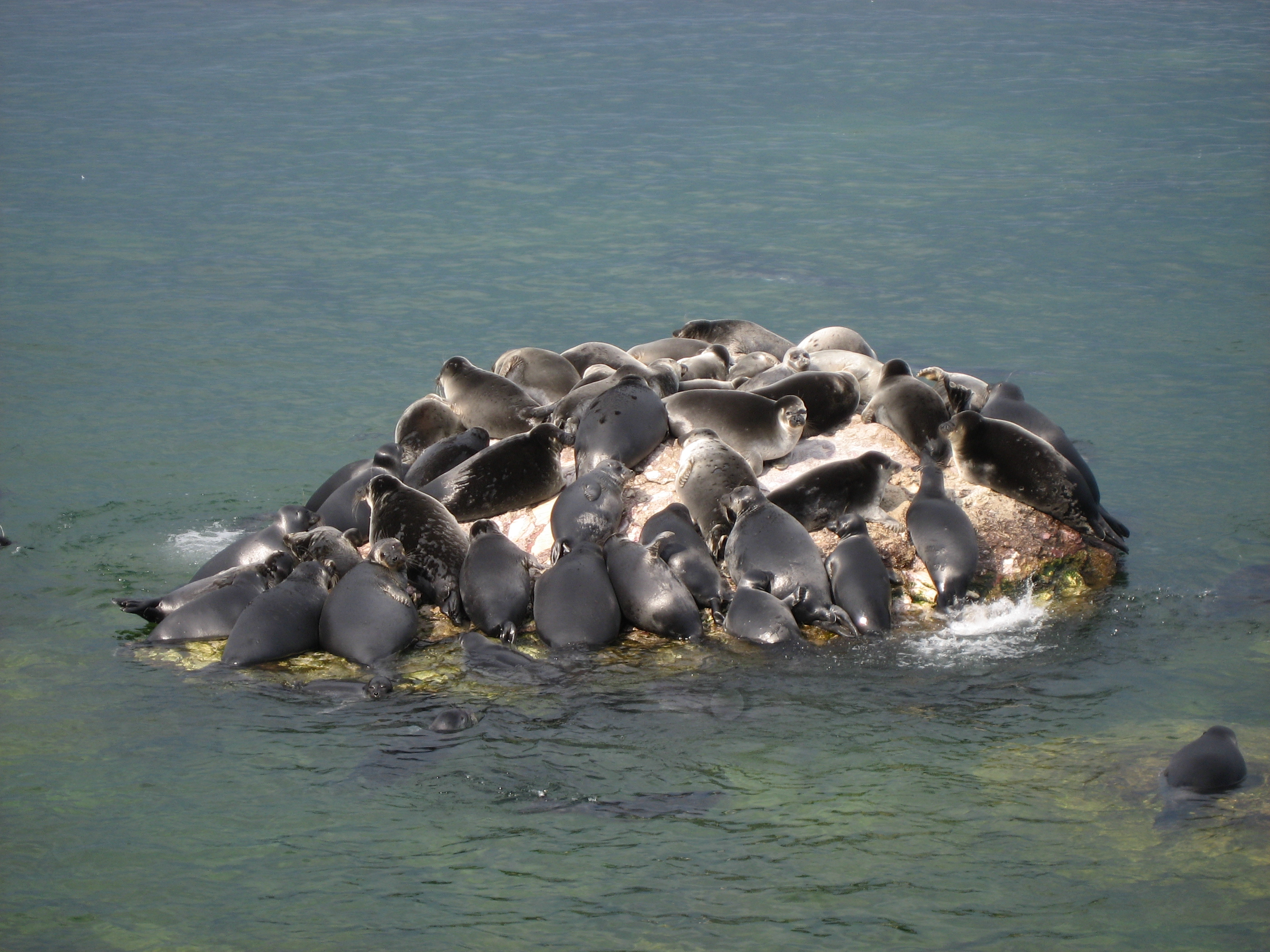
Grupo de nerpas en una roca.

El nerpa vive gran parte del tiempo sumergido en el agua merced a su abundante sangre y al elevado grado de oxigenación de las aguas más elevadas del Baikal, de este modo puede mantenerse inmerso hasta 70 minutos. En el prolongado invierno cuando la superficie del lago se congela, estos animales están capacitados para realizar huecos en el hielo, tales huecos les sirven de respiraderos

## Alimentación
El nerpa se alimenta principalmente de peces y de invertebrados, principalmente de peces del género Comephorus (goloyanska) también endémicos del Baikal y de peces Cottocomephorus, tales peces son también utilizados para la alimentación humana lo que ha supuesto una grave competencia por estos recursos.

## Reproducción
El parto ocurre en el agua hacia el mes de mayo, cuando aún la superficie lacustre se encuentra cubierta por hielo. La gestación dura nueve meses, comúnmente nace un solo cachorro, aunque no son raros los gemelos. Si nacen gemelos, estos se acompañan por un tiempo antes de separarse definitivamente.
Apenas nacido, un cachorro pesa aproximadamente 4,5 kg y tiene una longitud de aproximadamente 65/70 cm, estando entonces recubierto por suaves pelos largos y blancos, tal pelaje se mantiene durante las primeras seis semanas para luego ser substituido por el mismo tipo de pelaje que tienen los ejemplares adultos. Los cachorros son nutridos por sus madres durante los dos primeros meses de vida, es de notar que en la zona sur —donde el hielo se derrite más pronto— los cachorros son más pequeños que en la zona norte del lago. Las hembras tienden a obtener su madurez sexual entre los 3 a 6 años y los machos entre los 4 a 7. Aproximadamente el 88 % de las hembras ya sexualmente reproductivas tiene un cachorro cada año hasta los treinta años.

## Su presencia en el lago Baikal
Un misterio científico es -aún- cómo los nerpas llegaron al lago Baikal, pues éste se encuentra a cientos de kilómetros de cualquier océano y en una zona elevada casi por completo rodeado de importantes montañas; la especulaciones principales son dos, la menos probable es que se trate de una especie superstite del periodo terciario, sin embargo parece mucho más probable que su presencia en este remoto lago continental date del wurmiense hace entre 30 mil a 15 mil años, en esa época la glaciación habría cubierto con una capa de hielo la mayor parte de Siberia, tal masa de hielo habría endicado las aguas que salen del río Angara y tras más de mil kilómetros hoy desembocan en el océano Glacial Ártico a través del río Yenisey; al estar embalsadas las aguas por los hielos del norte se habría formado un gran lago en la parte sur de la hoy pantanosa llanura de Siberia Occidental, la superficie de agua de este lago quizás estaba sobre nivel de la cuenca actual del Angara, y el lago Baikal era entonces casi un brazo en el extremo sudeste del gran paleolago siberiano. Esto es, los calota de hielos durante la última gran glaciación habría cubierto primero a todo el océano Glacial Ártico empujando hacia el sur a algunas poblaciones de focas, éstas pudieron prosperar en un gran paleolago siberiano y luego al cesar la transgresión glacial algunas poblaciones de focas (las nerpas) quedaron remanentes en el Baikal.